# Südschwarzwald

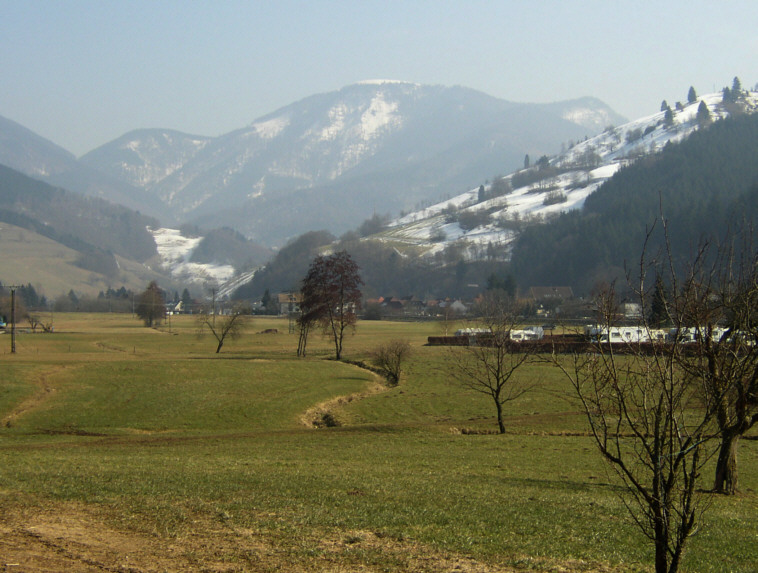
Der gut 1000 Meter aus dem Münstertal aufsteigende Belchen im Südschwarzwald

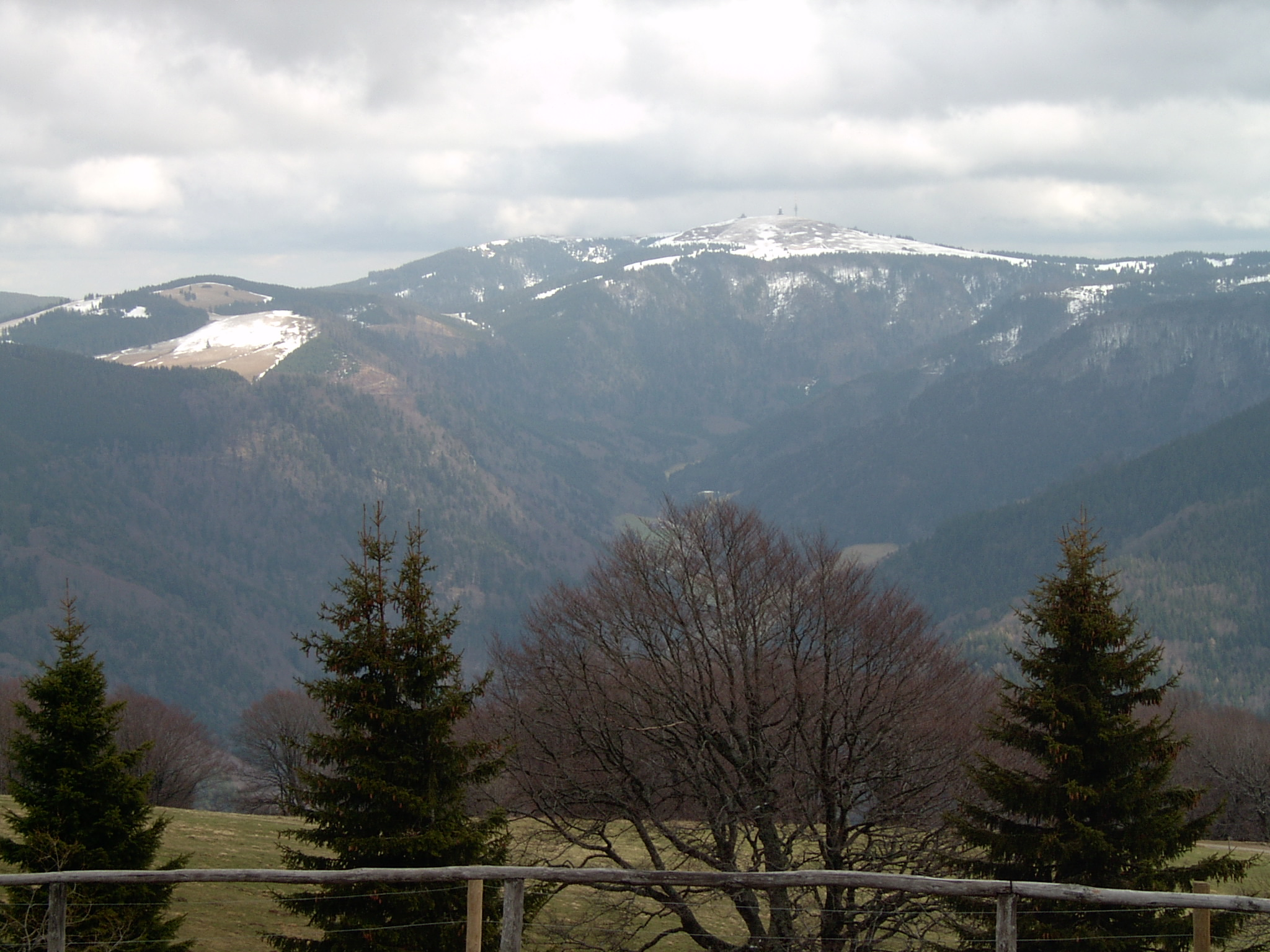
Blick vom Schauinsland auf St. Wilhelmer Tal und Feldberg

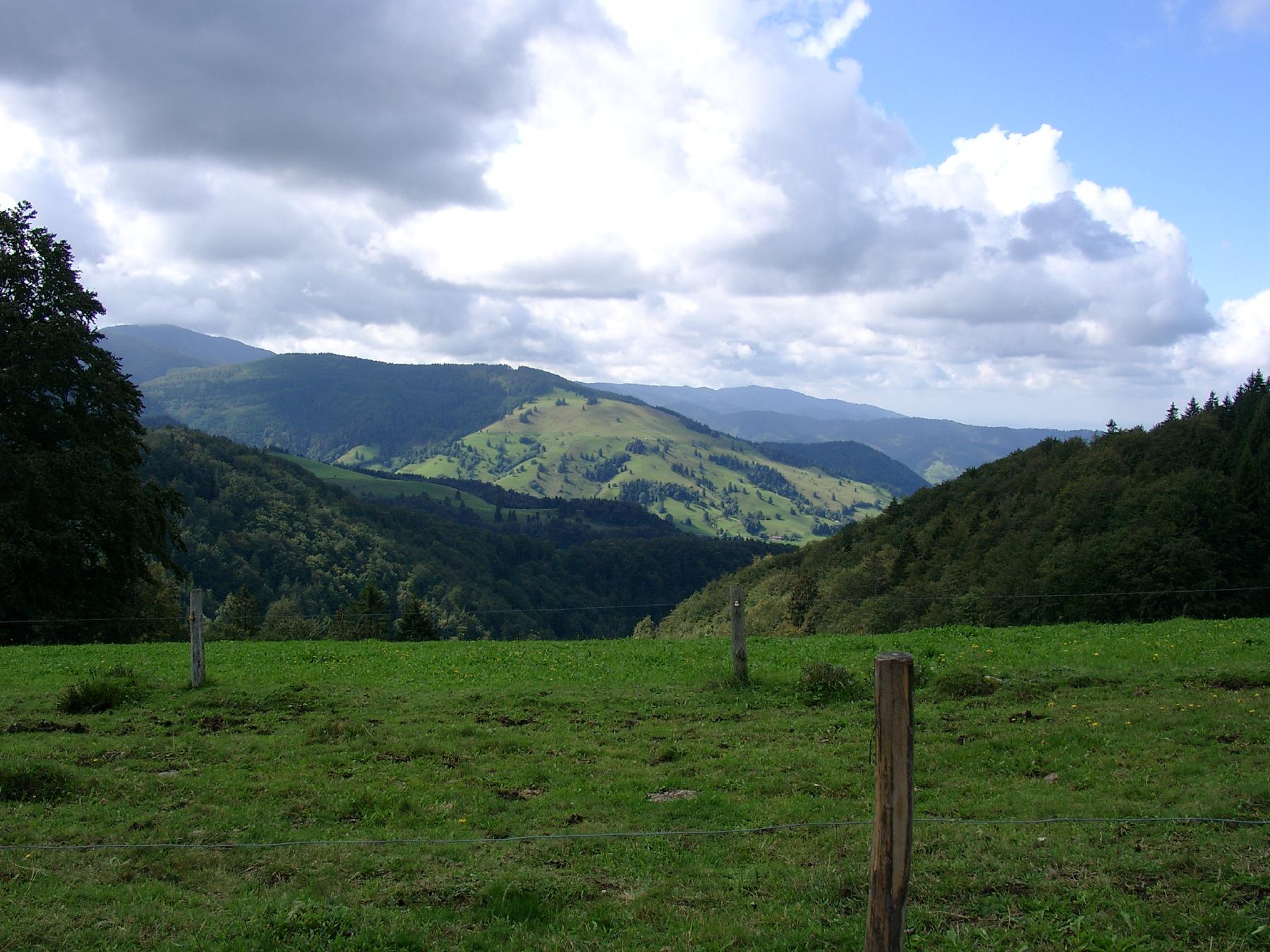
Blick über das Obere Münstertal auf Belchen (links) und Blauen

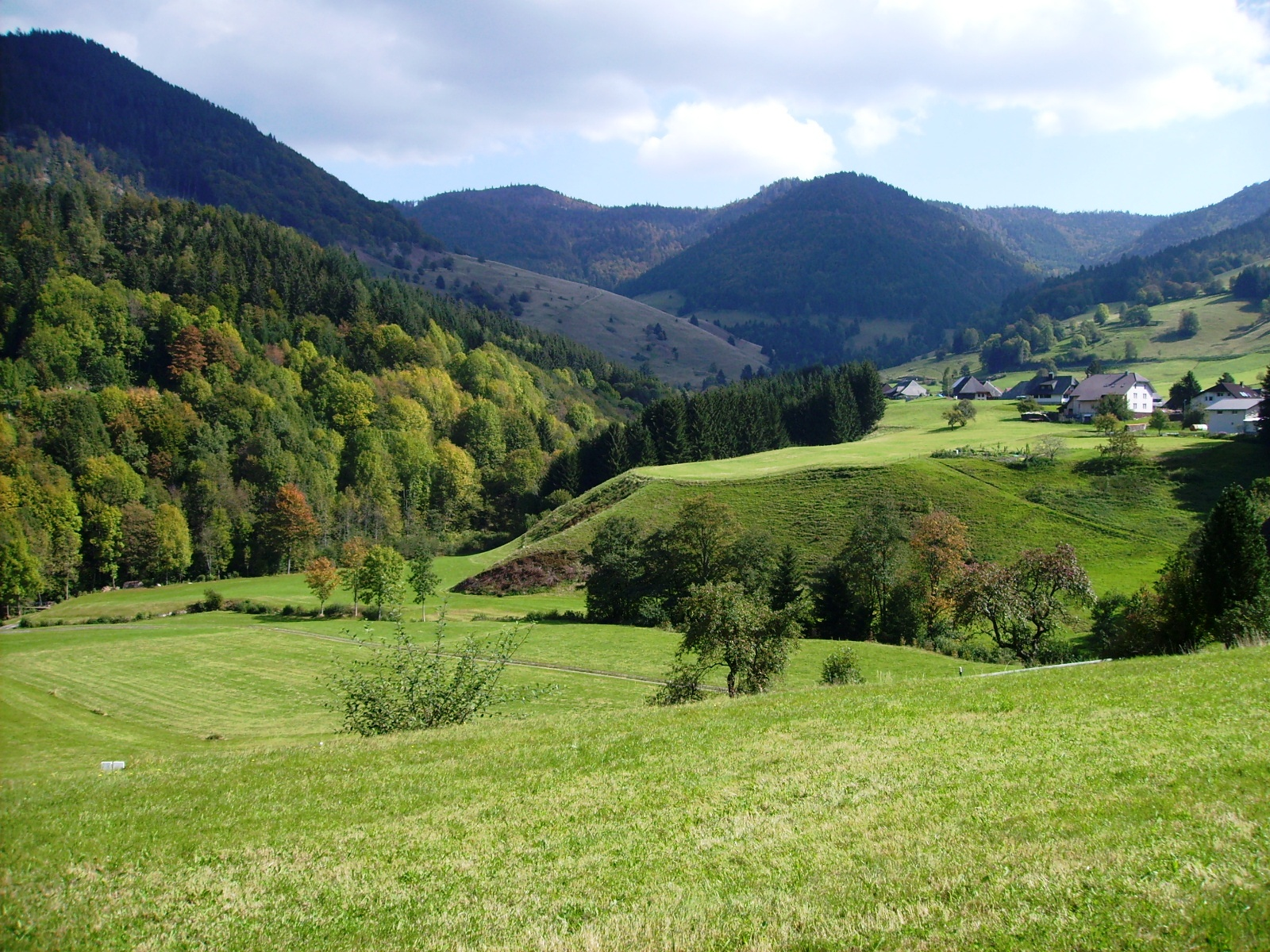
Präger Kessel nahe Todtnau im oberen Wiesental

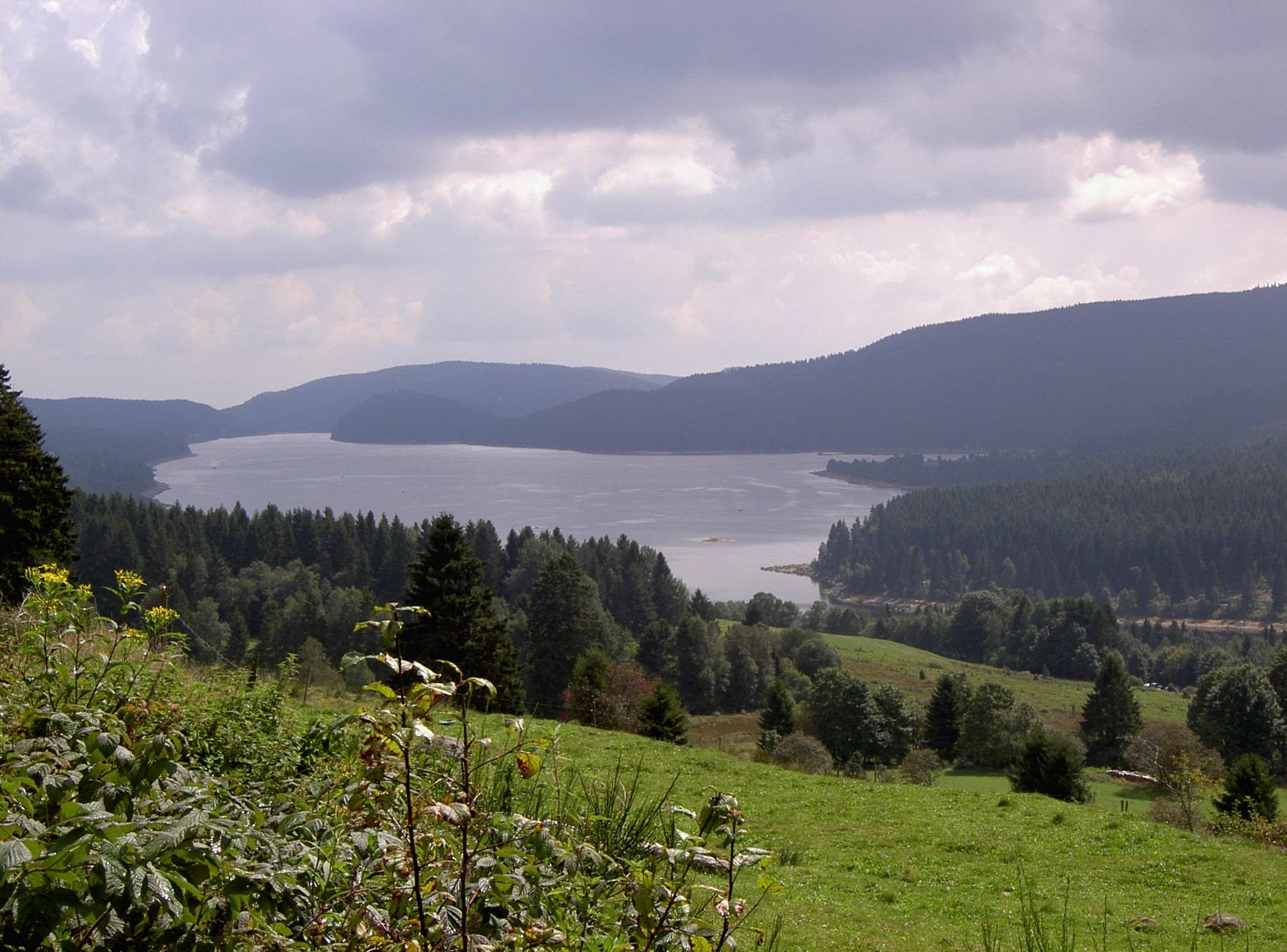
Der Schluchsee im weniger steilen Ostteil des Südschwarzwaldes

Als Südschwarzwald bezeichnet man den höchsten Teil des Schwarzwaldes mit starker Überformung durch eiszeitliche Gletscher südlich einer ungefähren Linie Freiburg im Breisgau–Donaueschingen. Der Begriff Hochschwarzwald ist hiermit nicht ganz deckungsgleich; er umfasst üblicherweise zusätzlich den höchsten Teil des Mittleren Schwarzwaldes südöstlich des Elztales.

## Charakteristik
Anders als der von fast parallelen Bergkämmen und von Plateaus geprägte Nordschwarzwald und als der intensiv zertalte Mittlere Schwarzwald ist der Südschwarzwald von einem zentralen Hochgebiet beherrscht, von dem aus die meisten großen Täler ausgehen. Die beherrschenden Gipfel des zentralen Hochgebietes sind der Feldberg (1493 m) und das Herzogenhorn (1415,6 m). Die Rheinebene überragen markant der Belchen (1414,2 m), der Schauinsland (1283,9 m) und der Blauen (1165,4 m). Weitere auffallende Gipfel sind im Süden der Blößling (1309,5 m) und der Hochkopf (1263,5 m), sowie im Osten der Hochfirst (1196,9 m). Ausgehend vom Feldberggebiet fließen die Wiese Richtung Südwesten, die Alb südwärts, Schwarza/Schlücht der Südostabdachung folgend, die Wutach, noch als Seebach und Gutach, zunächst nach Osten und die Quellflüsse der Dreisam steil hinunter zur nordwestlich gelegenen „Schwarzwaldhauptstadt“ Freiburg im Breisgau.
Westlich einer Linie Höllental–Wehraschlucht herrscht bewegtes, steilhängiges Relief mit Höhenunterschieden zwischen 400 und 1000 Metern, östlich davon überwiegen wellige Hochgebiete mit breiten Tälern und Höhenunterschieden zwischen 150 und 400 Metern.
Von Bonndorf im Schwarzwald aus bildet das Tal der Steina den Übergang zum Klettgau. Der Hotzenwald ist Teil des Südschwarzwaldes zwischen den Orten Wehr, St. Blasien und Waldshut, Bad Säckingen und Laufenburg. Bei Lörrach und Schopfheim schließt der Dinkelberg an den Südschwarzwald an. Bei Stühlingen und Blumberg bildet das Wutachtal die natürliche Trennlinie zum Randen.
An Gesteinen herrschen Gneise vor mit einigen Granit-Intrusionen. Porphyrische Ganggesteine treten gelegentlich durch Felsbildungen hervor. Anders als im Nordschwarzwald ist die Buntsandstein-Decke mit ihren plateauartigen Bergformen nur geringmächtig und wenig reliefwirksam.
Der Waldanteil an der Vegetation liegt im Südschwarzwald niedriger im Vergleich zum Mittleren und besonders zum Nördlichen Schwarzwald.

## Schutzgebiete
Im Südschwarzwald liegen einige der größten Naturschutzgebiete Baden-Württembergs sowie das Europäische Vogelschutzgebiet Südschwarzwald. Seit Februar 2016 ist eine ca. 63.000 Hektar große zusammenhängende Fläche des Südschwarzwaldes als Biosphärengebiet Schwarzwald ausgewiesen und seit Juni 2017 als Biosphärenreservat durch die UNESCO anerkannt. Der Naturpark Südschwarzwald umfasst auch über den Südschwarzwald hinausgehende Teile des Hochschwarzwaldes und einige Randgebiete.

## Bedeutende geographische Objekte
Naturlandschaften:
- Feldberggebiet mit den Talschlüssen Zastler Loch, Napf (Alpiner Pfad) und Feldseekar
- Seebachtal mit Feldsee und Titisee
- Schluchsee und Windgfällweiher, beide durch Aufstau vergrößert
- Belchengebiet mit Nonnenmattweiher
- Höllental mit Ravennaschlucht
- Wutachschlucht
- Albschlucht
- Wehraschlucht
- Präger Gletscherkessel
- Erdmannshöhle
- Zahlreiche, teils hohe Wasserfälle
- Hochmoore wie Hinterzartener Moor, Urseemoor oder Scheibenlechtenmoos

Ortschaften und Kulturdenkmale:
- Römische Badruinen von Aquae villae in Badenweiler
- Freiburg im Breisgau, wird auch als Schwarzwaldhauptstadt bezeichnet
- Höllentalbahn und Dreiseenbahn
- Kloster St. Peter auf dem Schwarzwald
- Kloster St. Trudpert im Obermünstertal
- St. Blasien mit Kloster und Dom
- St.-Oswald-Kapelle in Höllsteig
- Schloss Bürgeln im Markgräflerland
- Titisee-Neustadt im Gutachtal (Oberlauf der Wutach)
- Todtnau, Schönau und Zell im Wiesental
- Wutachtalbahn, auch Sauschwänzlebahn genannt
- Vogelpark Steinen
- Hebelhaus Hausen im Wiesental